# Toloxatone
Toloxatone (Humoryl) là thuốc chống trầm cảm được ra mắt vào năm 1984 tại Pháp để điều trị trầm cảm. Nó hoạt động như một chất ức chế đảo ngược có chọn lọc của MAO-A (RIMA).